# Götz Christoph von Degenfeld-Schonburg

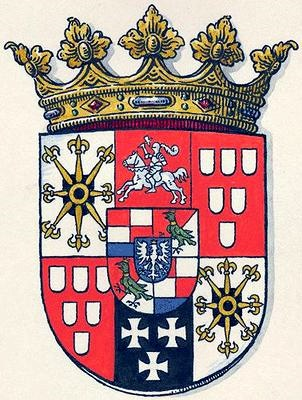
Familienwappen der Grafen von Degenfeld-Schonburg

Graf Götz Christoph von Degenfeld-Schonburg (* 8. Oktober 1806 in Großeislingen; † 13. Januar 1895 in Stuttgart) war ein württembergischer Offizier und königlicher Adjutant, der wegen seines Glaubenswechsels die Stellung am Hof verlor; später auch Landtagsabgeordneter.

## Abstammung und Herkunft
Er entstammte dem Adelsgeschlecht der Grafen von Degenfeld-Schonburg. Sein Urgroßvater, der preußische Kriegsminister Christoph Martin II. von Degenfeld (1689–1762), war der Neffe von Marie Luise von Degenfeld (1634–1677), Raugräfin und morganatische Gattin des Pfälzer Kurfürsten Karl I. Ludwig.
Götz Christoph von Degenfeld-Schonburg wurde geboren als Sohn von Graf Gustav Eugen Friedrich Christoph von Degenfeld-Schonburg (1764–1807) und seiner Gattin Maria Anna von Berlichingen, einer direkten Nachfahrin des Ritters Götz von Berlichingen mit der Eisernen Hand. Des Vaters Bruder Friedrich Christoph von Degenfeld-Schonburg (1769–1848) stand im Rang eines österreichischen Generalmajors.

## Leben und Wirken

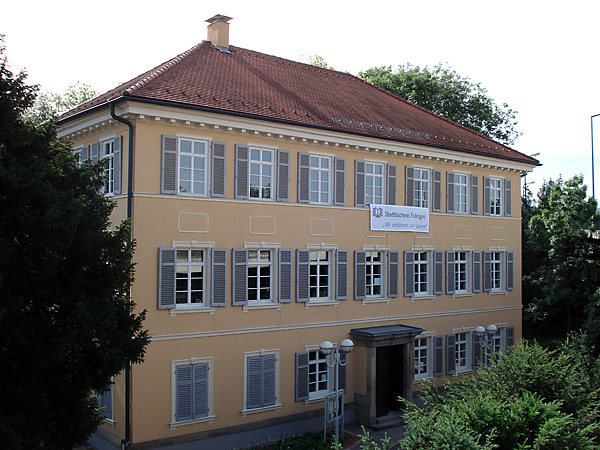
Schloss Großeislingen

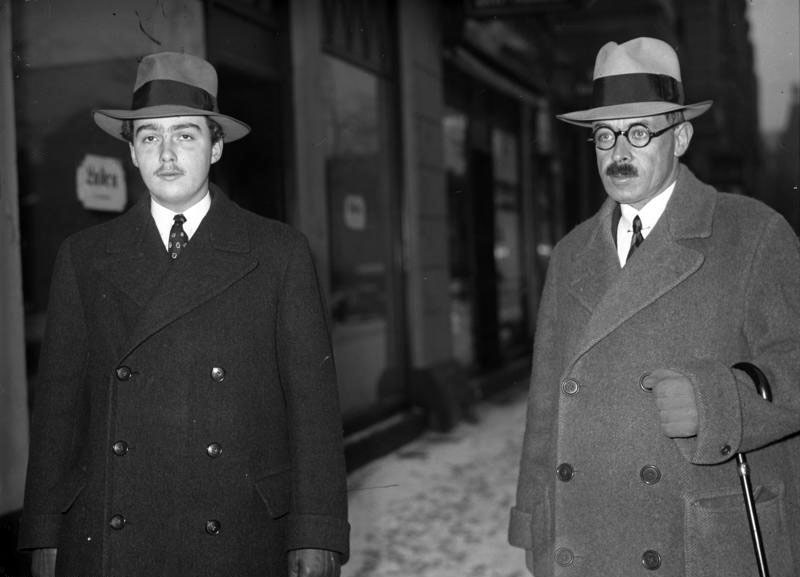
Der Enkel Heinrich von Degenfeld-Schonburg (rechts) mit dem österreichischen Kronprinzen Otto von Habsburg, 1933

Graf Götz Christoph trat in den württembergischen Militärdienst ein.  1831 diente er als Oberleutnant der königlichen Leibgarde zu Pferde in Stuttgart.  Im gleichen Jahr heiratete er Ernestine geb. Freiin von Varnbüler (1813–1862), Tochter des württembergischen Finanzministers Karl von Varnbüler (1776–1832) und Schwester des Staatsministers Friedrich Karl Gottlob von Varnbüler (1809–1889). Mit ihr hatte er 4 Kinder; zwei Söhne und zwei Töchter. Ferdinand Christoph Eberhard (1835–1892), der älteste Sohn, wurde österreichischer Offizier und diensttuender Kammerherr bei Erzherzog Karl Ludwig von Österreich, später auch Erzieher dessen Söhne Franz Ferdinand von Österreich-Este und Otto Franz Joseph von Österreich.
1853 bekleidete Degenfeld-Schonburg den Rang eines Obersts und fungierte als persönlicher Adjutant des Königs Wilhelm I. von Württemberg. Er trat im Januar dieses Jahres mit seiner gesamten Familie vom Protestantismus zum katholischen Glauben über. Hierauf entließ ihn der Monarch sofort aus dem Hofdienst und Götz Christoph von Degenfeld-Schonburg ging zurück in seine Stammformation, das 3. Württembergische Reiterregiment (seit 1871 das 2. Württembergische Ulanen-Regiment „König Wilhelm I.“ Nr. 20). Schließlich nahm er auch beim Militär seinen Abschied, lebte fortan als Rittergutsbesitzer auf Schloss Großeislingen (heute Stadtbibliothek) und zuletzt in Stuttgart. Von 1856 bis 1868 gehörte Graf Degenfeld-Schonburg als Abgeordneter dem Württembergischen Landtag an, wo er zu den Vertretern der Ritterschaft des Donaukreises zählte.
Sein Bruder Ferdinand Christoph von Degenfeld-Schonburg, württembergischer Gesandter in München, konvertierte 1853 ebenfalls zur katholischen Kirche. Götz Christophs Enkel Heinrich von Degenfeld-Schonburg (1890–1978) wurde Erzieher und lebenslanger Vertrauter des letzten österreichischen Kronprinzen Otto von Habsburg.